# 두바이 크리크

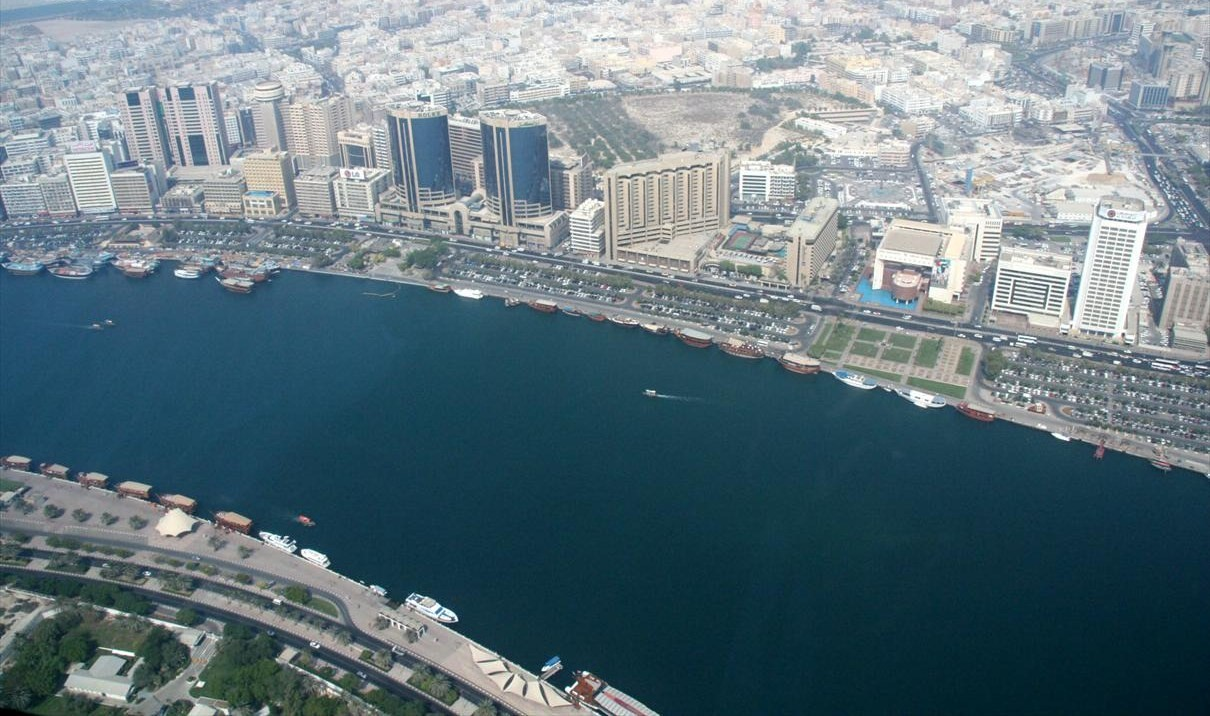
두바이 크리크

두바이 크리크(아랍어: خور دبي, 영어: Dubai Creek)는 아랍에미리트 두바이에 있는 개울이다.